# NGC 1160
NGC 1160 este o galaxie spirală situată în constelația Perseu. A fost descoperită în 7 octombrie 1784 de către William Herschel. Se află la o distanță de 24,89 de megaparseci de Pământ.